# Каппель (Франция)
Каппель (фр. Cappel) — коммуна на северо-востоке Франции, регион Гранд-Эст (бывший Эльзас — Шампань — Арденны — Лотарингия), департамент Мозель. Относится к кантону Фремен-Мерлебак. Коммуна расположена в геологическом лесистом массиве Варндт.

## Географическое положение

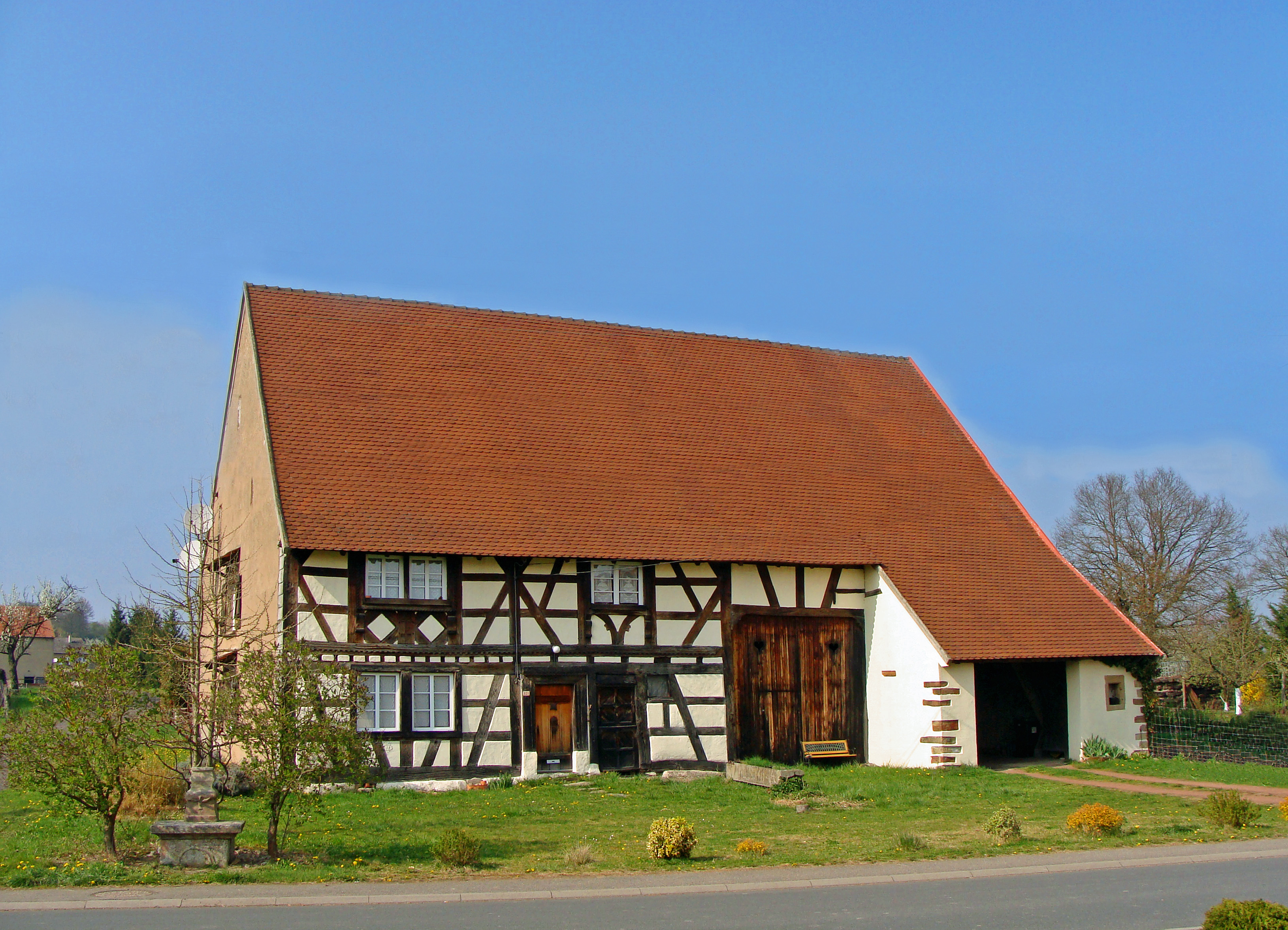
Каппель, лотарингская усадьба.

Каппель расположен в 330 км к востоку от Парижа и в 50 км к востоку от Меца.

## История
- Входил в бывшую провинцию Лотарингия.
- В 1813—1826 годы был в составе Ост.

## Демография
По переписи 2011 года в коммуне проживало 690 человек. 

## Достопримечательности
- Следы древнеримской культуры.
- Руины древнеримской усадьбы.
- Усадьба в лотарингском стиле.
- Церковь Сен-Гендульф (1770), построена на месте бывшей церкви 1691 года; часовня (1863—1865).